# Cherrocrius bruchi
Cherrocrius bruchi là một loài bọ cánh cứng trong họ Cerambycidae.